# زينب الغزالي
زينب محمد الغزالي الجبيلي (2 يناير 1917 - 3 أغسطس 2005) داعية إسلامية وسياسية مصرية تنتمي إلى القسم النسائي في جماعة الإخوان المسلمين، وكانت إحدى الأعضاء البارزات في الاتحاد النسائي مع هدى شعراوي.

## نسبها ونشأتها
ولدت في 2 يناير 1917 في قرية ميت يعيش مركز ميت غمر محافظة الدقهلية، كان والدها من علماء الأزهر، وكان جدها تاجرا شهيرا للقطن أما والدتها فكانت من عائلة كبيرة من قرية (ميت يعيش) مركز (ميت غمر) محافظة (الدقهلية)، توفي والدها في سن مبكرة سنة 1928م، وكان عمرها آنذاك حوالي أحد عشر عامًا.

## دراستها
درست زينب في المدارس الحكومية وتلقت علوم الدين على يد مشايخ من الأزهر، فبعد وفاة والدها انتقلت مع والدتها إلى القاهرة للعيش مع إخوتها الذين يدرسون ويعملون هناك ولم يوافق أخوها الأكبر محمد على تعليمها رغم إلحاح زينب وإصرارها. فاقتنى لها الكتب. وأهمها كتاب لعائشة التيمورية عن المرأة. حفظت زينب أكثر مقاطعه. لكنها لم تكتف بالكتب والقراءة الحرة.
ثم انتقلت بعده إلى الصف الأول وبعد شهرين من انتظامها في الدراسة أجرى لها اختبارا ألحقها على إثره بالفصل التالي. وهكذا درست زينب في المدارس الحكومية لكنها لم تكتف بذلك. فأخذت تتلقى علوم الدين على يد مشايخ من الأزهر منهم عبد المجيد اللبان ومحمد سليمان النجار رئيس قسم الوعظ والإرشاد بالأزهر. والشيخ علي محفوظ من هيئة كبار العلماء بالأزهر. وبهذا جمعت زينب بين العلوم المدرسية الحديثة والتقليدية القائمة على الأخذ المباشر من الشيوخ.

## الاتحاد النسائي
بعد حصولها على الثانوية طالعت في إحدى الصحف أن الاتحاد النسائي الذي تزعمتة في تلك الآونة هدى شعراوي ينظم بعثة إلى فرنسا تتكون من ثلاث طالبات، فتوجهت إلى مقر الاتحاد والتقت هدى شعراوي وعلى الفور سجلتها في جمعيتها، وهكذا انضمت للإتحاد النسائي والذي كان وقتها صوتا عاليا يطالب المجتمع بحقوق المرأة وأظهرت هدى شعرواي ترحيبها بها.
فزينب خطيبة مفوهة تلقت الخطابة والإلقاء عن والدها، وراحت تقدمها لرواد الجمعية وتطلب منها أن تخطب فيهن. وكانت ترى فيها خليفتها للاتحاد النسائي. وسرعان ما وجدت زينب اسمها على رأس البعثة التي تمنتها لكن سرعان ما اعتذرت زينب عن عدم الذهاب، وصارت بعدها من العضوات البارزات في الاتحاد النسائي.
خاضت في سنوات حياتها الأولى نقاشات كثيرة ضد الأزهر من أجل الاتحاد النسائي تكافح ببسالة لنيل حقوق المرأة مؤمنة بكل الشعارات التي نادى بها الاتحاد النسائي. إلا أنها لم تخرج عن قناعاتها الإسلامية بأن يكون هذا التحرر ضمن الإطار الإسلامي. وقد لفت هذا الأمر نظر علماء الأزهر وشعروا أن هذه الخطيبة المفوهة مبهورة بشعارات حقوق المرأة ضمن الاتحاد النسائي بما لديها من مقدرة على إقناع الطرف الآخر بوجهة نظرها.

## الإنضمام إلى الإخوان

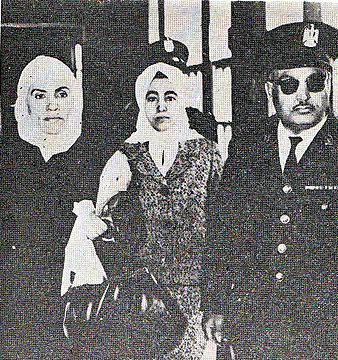
زينب الغزالي وحميدة قطب في المحكمة.

بعد تعرضها لحادث منزلي (حريق) وكانت أوشكت على الموت، تركت الاتحاد النسائي وأسست جمعية للسيدات المسلمات لنشر الدعوة الإسلامية سنة 1937 حيث استطاعت أن تستقطب في وقت قصير نخبة من سيدات المجتمع.
بدأت صلتها بجماعة الإخوان المسلمين بعد تأسيس جمعيتها بأقل من عام، اقترح عليها الإمام حسن البنا مؤسس الجماعة ضم جمعيتها إلى الإخوان وأن ترأس قسم الأخوات المسلمات في الجماعة، لكنها رفضت في البداية ثم عادت إلى التنسيق مع الإخوان بعد عام 1948 وأصبحت عضوة في الإخوان المسلمين، وكلفها الشيخ البنا بدور مهم في الوساطة بين جماعة الإخوان والزعيم الوفدي مصطفى النحاس رئيس وزراء مصر حينها، كما لعبت دورا مهما في تقديم الدعم والمساندة لأسر الإخوان المعتقلين بعد أزمة 1954 مع قادة ثورة يوليو 1952.
في عهد الثورة رفضت مقابلة الرئيس جمال عبد الناصر، ورفضت أن تخضع جمعيتها «السيدات المسلمات» لإشراف الاتحاد الاشتراكي، وبحسب بعض المصادر صدر قرار حكومي بحلّ الجمعية ثم اعتقلت في أغسطس 1965 وسجنت 6 سنوات تعرضت خلالها لاضطهاد شديد سجلته في كتابها «أيام من حياتي». توسط الملك السعودي فيصل بن عبد العزيز للإفراج عنها فتم له ذلك في عهد الرئيس الراحل أنور السادات.

## نشر الدعوة
بعدها توجهت زينب الغزالي إلى عدد من الدول العربية والإسلامية في رحلات دعوية، وكان لها إسهامات بارزة في الصحافة الإسلامية، كما زارت الجبهة الأفغانية أثناء الجهاد ضد الاحتلال السوفيتي في الثمانينيات أكثر من مرة. ولها عدد من الكتب منها: «نحو بعث جديد» و«نظرات في كتاب الله». لزينب الغزالي رؤية لمستقبل المرأة المسلمة. وترى أن تطوير العالم الإسلامي وتحديثه يجب أن يتم أيضا عبر المرأة، كما أن النهضة بالمجتمع «تبدأ وتنتهي عندها».
زارت المملكة العربية السعودية 60 مرة، وأدت فريضة الحج 39 مرة، واعتمرت 100 مرة، وزارت الكثير من الدول العربية والإسلامية لنشر الدعوة الإسلامية، ولإلقاء المحاضرات الدينية في الدعوة إلى الله تعالى. وقد أمضت في حقل الدعوة 53 سنة أكثر من نصف القرن التقيت فيه بكل رجال الدعوة الكبار. وتأثرت بشخصيات كثيرة منهم: حسن البنا، هو الأكثر تأثيرا في نفسها وضميرها، وحسن الهضيبي.

## أشهر أقوالها
- “إن الذين يتكسبون بالإسلام لا يستطيعون خدمته”
- “إننا لسنا طلاب حكم !.. ولا يعنينا أن نكون في قمة المسئولية أو عند السفح حراسا للطريق المؤدي إلى الرجل الذي حمل الأمانة وبايعته الأمة، عبداً لله حاكما بما أنزل الله ولتكن هذه الدار دار البعث.. البعث الإسلامي”
- “و الدنيا كلها إذا جاءتنا لتكون لغير الله فنحن نرفضها ولا نريدها.. إننا لا نطلب إلا الله وطريقه وشريعته، نحن طلاب حقيقة، ورواد طريق، ليس في حسابنا أن نصل إلى الحكم، إننا حملة لواء «لا إله إلا الله» نفتديه بالأموال والأرواح”
- “ربما تنتهي أجيال وأجيال حتى يحكم الإسلام، نحن لا نتعجل الخطى، ويوم يحكم الإسلام ستكون مواقع المرأة في مملكتها الطبيعية لتربي رجال الأمة”
- “إنه شيء جميل. . ما دام في الأرض التي ضاعت معالمها امرأة مؤمنة تعتقل في سبيل الله، وفي سبيل دولة القران، وهي في الخامسة والثمانين، فمرحى مرحى يا جنود الله". . !”
- “سيأتي اليوم الذي تكشف فيه الحقائق ليعلم الناس حقيقة حكامهم وما يبيعون وما يشترون. يبيعون شعوبهم وضمائرهم ويشترون مقاعد للحكم مقابل سحق الإسلام والمسلمين”
- “إن كل ذلك لا يساوي ما رأينا وسمعنا في هذه الليلة التي عشناها وأمامنا ذلك القطيع الضال من عالم البشر التائه في سراديب الجاهلية. ذلك القطيع من عالم المرأة المسكينة التي يقال لها إنها تحررت، فصارت عبدا للشهوات والأهواء وأصبحت الجريمة حرفتها فأغرقتها، فنسيت إنسانيتها وطهرها وعفافها ومكارمها فغدت حيوانا لا يعرف معنى للحياة إلا لشهوة الفم والفرج !! كبهيمة عمياء قاد زمامها.. أعمى على عوج الطريق، فضلت وأصبح هواها يقودها إلى مهاوي الرذيلة وساعدها في ذلك المفسدون في الأرض أهل الباطل والإلحاد وقوى الشر والإجرام.”[4]

## مؤلفاتها
- أيام من حياتي
- نظرات في كتاب الله
- نحو بعث جديد
- إلى ابنتي

## وفاتها
توفيت يوم الأربعاء 3 أغسطس 2005 في القاهرة عن عمر يناهز 88 عاما وتم تشييع جنازتها يوم الخميس 4 أغسطس 2005 في مسجد رابعة العدوية بحي مدينة نصر (شرق القاهرة).

## أعمال فنية عنها
ظهرت شخصية زينب الغزالي في عدة أعمال فنية ومنها: مسلسل أم الصابرين الذي تم إنتاجه عام 2012 والذي يتناول قصة حياتها، ومسلسل الجماعة 2 عام 2017 وظهرت شخصيتها ضمن أحداث المسلسل.